# Mangora mobilis
Mangora mobilis là một loài nhện trong họ Araneidae.
Loài này thuộc chi Mangora. Mangora mobilis được Octavius Pickard-Cambridge miêu tả năm 1889.